# Centrální inteligence
Centrální inteligence (v anglickém originále Central Intelligence) je americký komediální film z roku 2016. Režie snímku se ujal Rawson Marshall Thurber, který také spolupracoval na scénáři s Ike Barinholtzem a Davidem Stassen. Ve snímku hrají hlavní role Dwayne Johnson a Kevin Hart.
Film měl premiéru v Los Angeles 10. června 2016 a do kin byl oficiálně uveden 17. června 2016. Film získal pozitivní kritiku a vydělal přes 216 milionů dolarů.

## Postavy a obsazení
| Dwayne Johnson                   | Robbie Wheirdicht / Bob Stone |
| Kevin Hart                       | Calvin "Golden Jet" Joyner    |
| Amy Ryan                         | agentka Pamela "Pam" Harris   |
| Danielle Nicolet                 | Maggie Johnson-Joyner         |
| Jason Bateman                    | Trevor Olsen                  |
| Dylan Boyack                     | malý Trevor Olsen             |
| Timothy John Smith               | agent Nick Cooper             |
| Megan Park                       | Lexi                          |
| Ryan Hansen                      | Steve                         |
| Melissa McCarthy (nekreditována) | Darla McGuckian               |
| Thomas Kretschmann               | Kupující                      |
| Phil Reeves                      | ředitel Kent                  |
| Kumail Nanjiani                  | ochranka                      |
| Slaine (raper)                   | Thug                          |

## Produkce
Společnosti Warner Bros. a Universal Pictures ohlásily film v roce 2015. Thurber byl vybrán jako režisér a společně s Ike Barinholtzem a Davidem Stassenem začali pracovat na scénáři. Ten samý rok byli do hlavních rolí vybráni Dwayne Johnson a Kevin Hart.
Natáčení začalo 6. května 2015 ve státě Massachusetts a skončilo v červenci 2015.

## Přijetí
Film vydělal přes 127 milionů dolarů v Severní Americe a přes 87 milionů dolarů v ostatních oblastech, celkově tak vydělal přes 215 milionů dolarů po celém světě. Rozpočet filmu činil 50 milionů dolarů. Za první víkend docílil druhé nejvyšší návštěvnosti, kdy vydělal 35,5 milionů dolarů. Na první místě se umístil animovaný film Hledá se Dory, který utržil 135,1 milionů dolarů.